# Selenge (Bulgan)
Pour les articles homonymes, voir Selenge.
Selenge (mongol : Сэлэнгэ) est un sum (district) de la province de Bulgan dans le Nord de la Mongolie.